# Nanteuil (Deux-Sèvres)
Pour les articles homonymes, voir Nanteuil.
Nanteuil est une commune française située dans le département des Deux-Sèvres en région Nouvelle-Aquitaine.

## Géographie

### Localisation
Nanteuil est une commune jouxtant par l'est Saint-Maixent-l'École, située à 25 km à vol d'oiseau au nord-est de Niort, 26 km au sud de Parthenay, 44 km au sud-ouest de Poitiers et 88 km au nord d'Angoulème.
Elle se trouve dans l'aire d'attraction de Saint-Maixent-l'École, dans son unité urbaine et dans son bassin de vie, ainsi que dans la zone d'emploi de Niort.

### Communes limitrophes
Les communes limitrophes sont  Exireuil, Fomperron, Saint-Maixent-l'École, Saint-Martin-de-Saint-Maixent, Sainte-Eanne et Soudan.

### Géologie et relief
La superficie de la commune est de 20,62 km2 ; son altitude varie de 55  à   182 mètres.

### Hydrographie

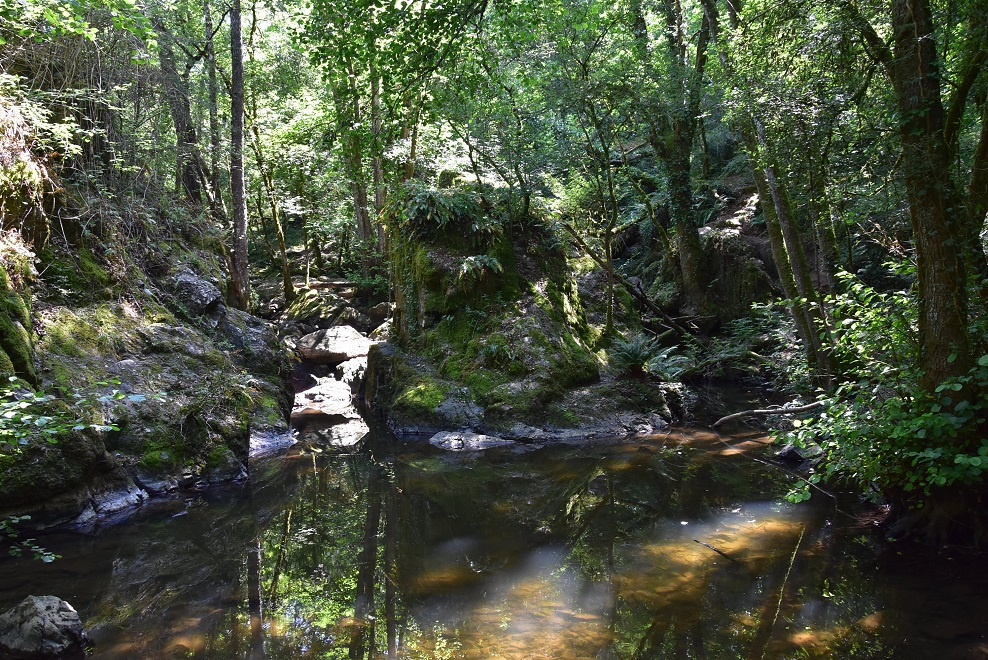
Le site naturel du Puits d'Enfer, en limite des communes d'Exireuil et de Nanteuil.

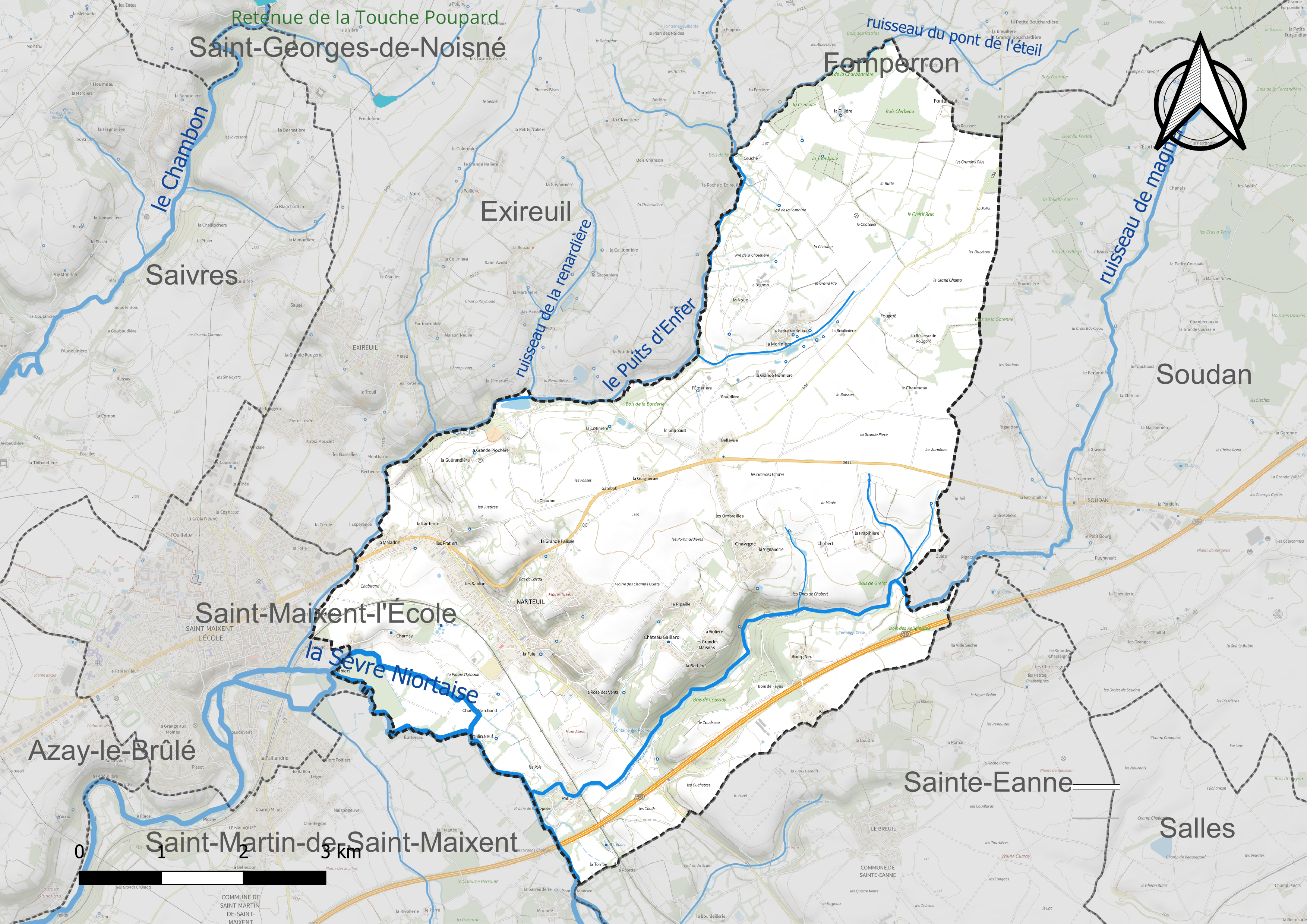
Carte hydrographique de la commune.

Nanteuil est limité au sud par le lit du fleuve côtier la Sèvre Niortaise et à l'ouest par celui de son affluent, le Ruisseau du Puits d'Enfer.
Le Ruisseau de Magnerottes draine également le territoire communal.

### Climat
Pour des articles plus généraux, voir Climat de la Nouvelle-Aquitaine et Climat des Deux-Sèvres.
Historiquement, la commune est exposée à un climat océanique du nord-ouest.
En 2020, Météo-France publie une typologie des climats de la France métropolitaine dans laquelle la commune est exposée à un climat océanique et est dans la région climatique Poitou-Charentes, caractérisée par un bon ensoleillement, particulièrement en été et des vents modérés.
Pour la période 1971-2000, la température annuelle moyenne est de 12,1 °C, avec une amplitude thermique annuelle de 14,9 °C. Le cumul annuel moyen de précipitations est de 1 011 mm, avec 13,6 jours de précipitations en janvier et 7,5 jours en juillet. Pour la période 1991-2020, la température moyenne annuelle observée sur la station météorologique la plus proche, située sur la commune de Saint-Maixent-l'École à 3 km à vol d'oiseau, est de 13,4 °C et le cumul annuel moyen de précipitations est de 940,4 mm,. Pour l'avenir, les paramètres climatiques de la commune estimés pour 2050 selon différents scénarios d’émission de gaz à effet de serre sont consultables sur un site dédié publié par Météo-France en novembre 2022.

## Urbanisme

### Typologie
Au 1er janvier 2024, Nanteuil est catégorisée bourg rural, selon la nouvelle grille communale de densité à sept niveaux définie par l'Insee en 2022.
Elle appartient à l'unité urbaine de Saint-Maixent-l'École, une agglomération intra-départementale regroupant quatre  communes, dont elle est une commune de la banlieue,,. Par ailleurs la commune fait partie de l'aire d'attraction de Saint-Maixent-l'École, dont elle est une commune de la couronne,. Cette aire, qui regroupe 4 communes, est catégorisée dans les aires de moins de 50 000 habitants,.

### Occupation des sols

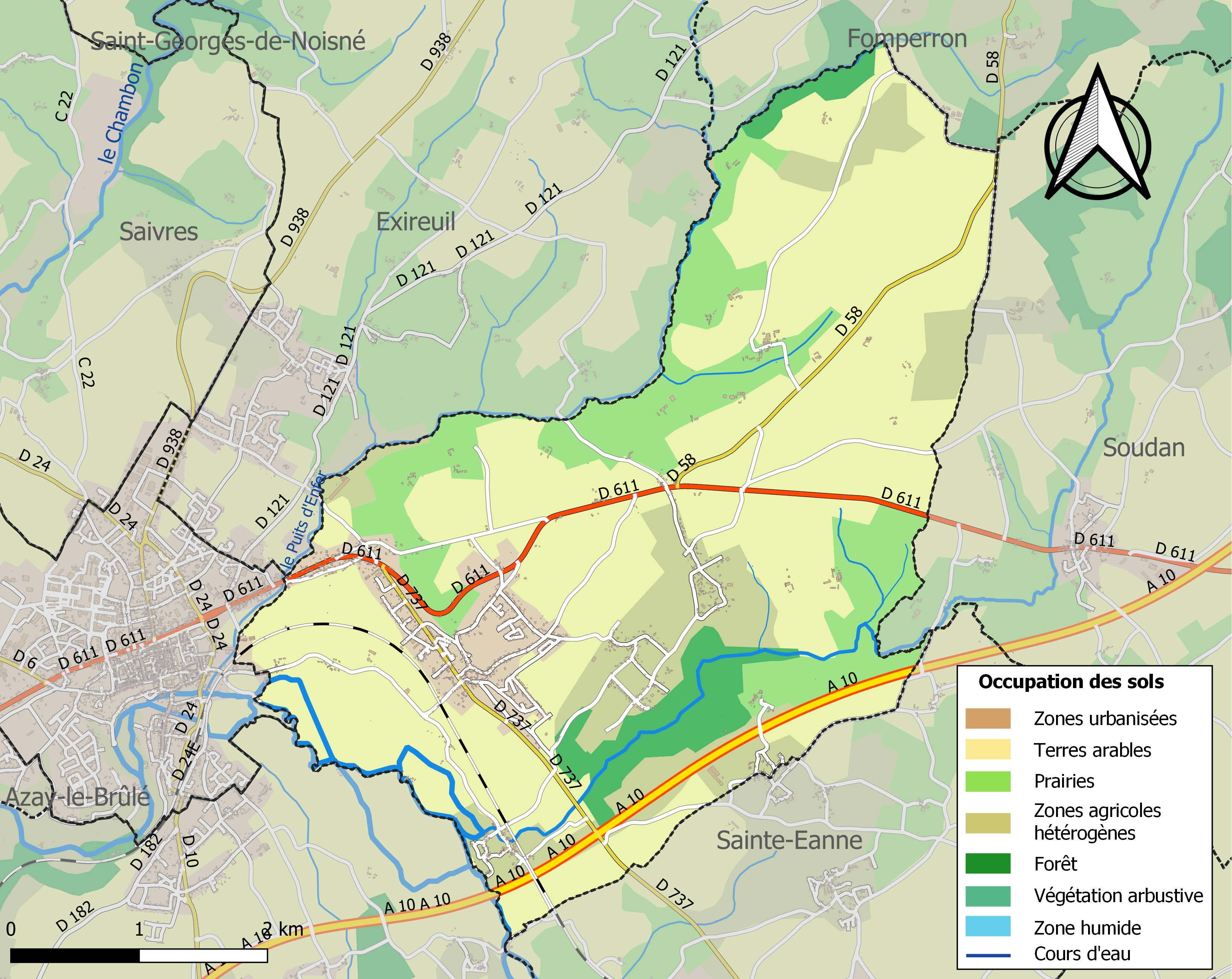
Carte des infrastructures et de l'occupation des sols de la commune en 2018 (CLC).

L'occupation des sols de la commune, telle qu'elle ressort de la base de données européenne d’occupation biophysique des sols Corine Land Cover (CLC), est marquée par l'importance des territoires agricoles (88,5 % en 2018), en augmentation par rapport à 1990 (87,2 %). La répartition détaillée en 2018 est la suivante : 
terres arables (58,2 %), prairies (15,6 %), zones agricoles hétérogènes (14,6 %), zones urbanisées (6,4 %), forêts (5,2 %). L'évolution de l’occupation des sols de la commune et de ses infrastructures peut être observée sur les différentes représentations cartographiques du territoire : la carte de Cassini (XVIIIe siècle), la carte d'état-major (1820-1866) et les cartes ou photos aériennes de l'IGN pour la période actuelle (1950 à aujourd'hui).

### Habitat et logement
En 2021, le nombre total de logements dans la commune était de 800, alors qu'il était de 763 en 2016 et de 716 en 2011.
Parmi ces logements, 90,1 % étaient des résidences principales, 3,2 % des résidences secondaires et 6,7 % des logements vacants. Ces logements étaient pour 98,8 % d'entre eux des maisons individuelles et pour 0,8 % des appartements.
Le tableau ci-dessous présente la typologie des logements à Nanteuil en 2021 en comparaison avec celle des Deux-Sèvres et de la France entière. Une caractéristique marquante du parc de logements est ainsi la faible proportion des résidences secondaires et logements occasionnels (3,2 %) par rapport au département (4,7 %) et à la France entière (9,7 %).
| Typologie                                               | Nanteuil | Deux-Sèvres | France entière |
| ------------------------------------------------------- | -------- | ----------- | -------------- |
| Résidences principales (en %)                           | 90,1     | 86,3        | 82,2           |
| Résidences secondaires et logements occasionnels (en %) | 3,2      | 4,7         | 9,7            |
| Logements vacants (en %)                                | 6,7      | 8,9         | 8,1            |

### Voies de communication et transports

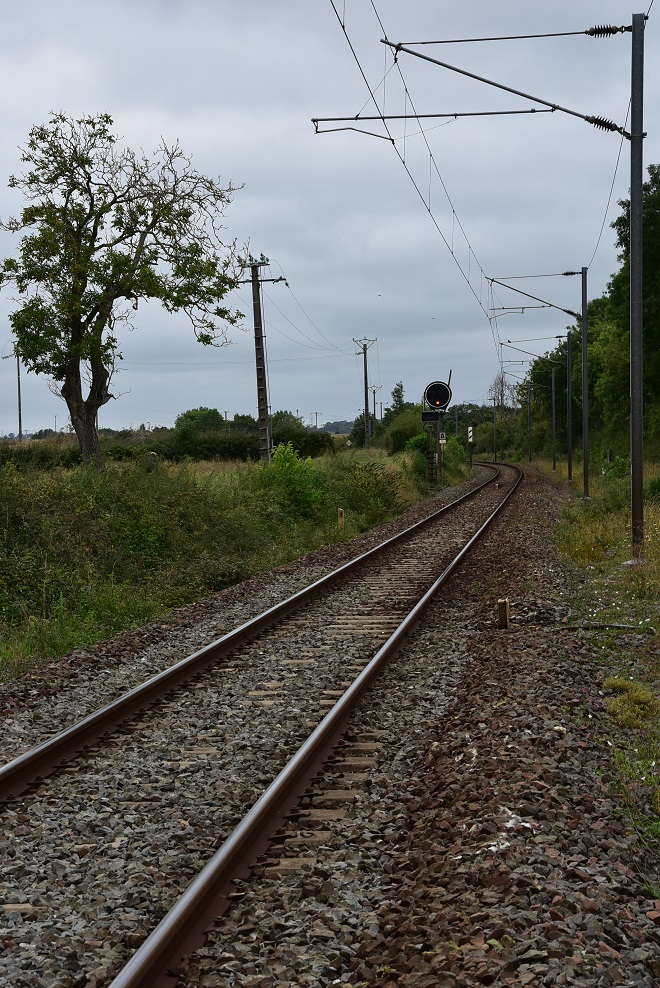
La voie ferrée à Nanteuil.

Le principal axe routier qui dessert la commune est l'ancienne route nationale 11 (actuelle RD 611), qui donne un  accès aisé à Saint-Maixent, Niort et Poitiers, ainsi qu'à l'autoroute A10, dontg le tracé tangente au sud-est le territoire communal.
L'ancienne Route nationale 737 (actuelle RD 737), qui donne accès à Melle et Angoulème, débute à Nanteuil.
La commune est traversée par la ligne de Saint-Benoît à La Rochelle-Ville, mais la station de chemin  de fer la plus proche est la Gare de Saint-Maixent, desservie par des TGV Atlantique sur la relation Paris - La Rochelle ainsiq que  par des trains du réseau TER Nouvelle-Aquitaine (ligne Poitiers - La Rochelle.

### Risques naturels et technologiques
Le territoire de la commune de Nanteuil est vulnérable à différents aléas naturels : météorologiques (tempête, orage, neige, grand froid, canicule ou sécheresse), inondations, mouvements de terrains et séisme (sismicité modérée). Il est également exposé à un risque technologique, le transport de matières dangereuses, et à un risque particulier : le risque de radon. Un site publié par le BRGM permet d'évaluer simplement et rapidement les risques d'un bien localisé soit par son adresse soit par le numéro de sa parcelle.

#### Risques naturels
Certaines parties du territoire communal sont susceptibles d’être affectées par le risque d’inondation par débordement de cours d'eau, notamment la Sèvre Niortaise et le ruisseau de Magnerolles. La commune a été reconnue en état de catastrophe naturelle au titre des dommages causés par les inondations et coulées de boue survenues en 1982, 1983, 1992, 1993, 1995, 1999, 2010 et 2011,. Le risque inondation est pris en compte dans l'aménagement du territoire de la commune par le biais du plan de prévention des risques inondation (PPRI) de la « Vallée de la Sèvre Niortaise amont », approuvé le 21 mars 2017, dont le périmètre regroupe 17 communes.

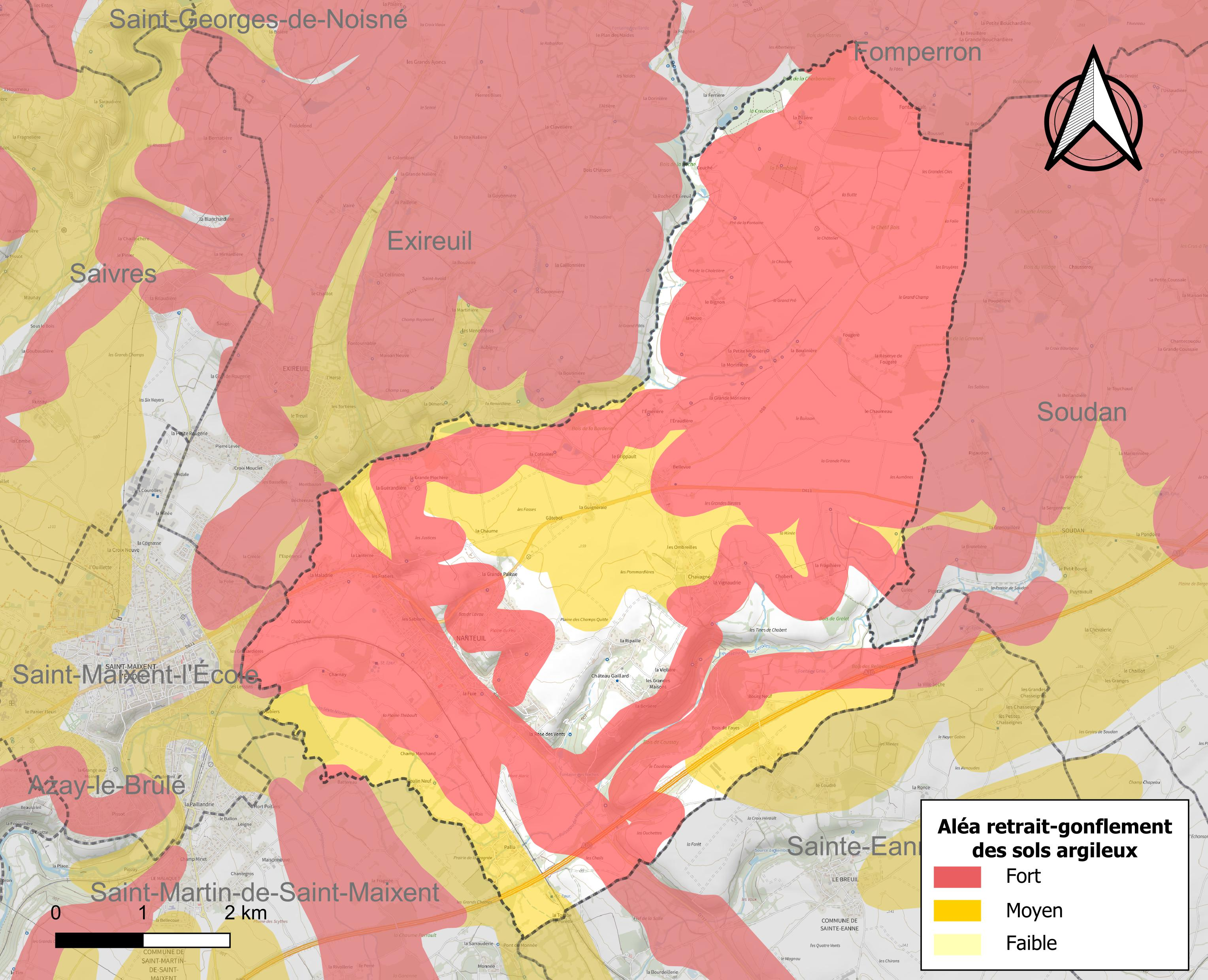
Carte des zones d'aléa retrait-gonflement des sols argileux de Nanteuil.

Les mouvements de terrains susceptibles de se produire sur la commune sont des tassements différentiels. Le retrait-gonflement des sols argileux est susceptible d'engendrer des dommages importants aux bâtiments en cas d’alternance de périodes de sécheresse et de pluie. 88,2 % de la superficie communale est en aléa moyen ou fort (54,9 % au niveau départemental et 48,5 % au niveau national). Depuis le 1er octobre 2020, en application de la loi ELAN, différentes contraintes s'imposent aux vendeurs, maîtres d'ouvrages ou constructeurs de biens situés dans une zone classée en aléa moyen ou fort,.
La commune a été reconnue en état de catastrophe naturelle au titre des dommages causés par la sécheresse en 1989, 1991, 2003, 2005 et 2009 et par des mouvements de terrain en 1999 et 2010.

#### Risque particulier
Dans plusieurs parties du territoire national, le radon, accumulé dans certains logements ou autres locaux, peut constituer une source significative d’exposition de la population aux rayonnements ionisants. Selon la classification de 2018, la commune de Nanteuil est classée en zone 3, à savoir zone à potentiel radon significatif.

## Histoire

### Antiquité
Au Fief de la Salle, un fragment d'une table de marbre est trouvé en 1886 portant l'inscription :  
[SA]BAZ[IO]
[MAR]MORE
[PER]ACTA[M]
[IM]AGINEM
[PRAEP]OSITVS E[X]
VOTO POSVI[T]
Traduction de Jacques Jarry : L'intendant, à la suite d'un vœu, a élevé pour Sabazius cette image fabriquée en marbre.
Cette mention du dieu oriental Sabazius, confondu par syncrétisme tantôt avec Bacchus et tantôt avec Jupiter, est unique dans le département des Deux-Sèvres. Le seul autre témoignage d'un culte oriental est toponymique. Marnes dans la commune d'Airvault (Deux-Sèvres)ou l'inscription madronas sur un triens mérovingien du VIIe siècle atteste la présence d'un culte de la déesse mère.
Ce fragment est déposé au musée de Niort.

## Politique et administration

### Rattachements administratifs et électoraux

#### Rattachements administratifs
La commune se trouve dans l'arrondissement de Niort du département des Deux-Sèvres.
Elle faisait partie depuis 1801 du canton de Saint-Maixent-l'École-2. Dans le cadre du redécoupage cantonal de 2014 en France, cette circonscription administrative territoriale a disparu, et le canton n'est plus qu'une circonscription électorale.

#### Rattachements électoraux
Pour les élections départementales, la commune fait partie depuis 2014 du canton de Saint-Maixent-l'École.
Pour l'élection des députés, elle fait partie de la deuxième circonscription des Deux-Sèvres.

### Intercommunalité
Nanteuil était membre de la communauté de communes Arc-en-Sèvre, un établissement public de coopération intercommunale (EPCI) à fiscalité propre créé en 1994 et auquel la commune avait transféré un certain nombre de ses compétences, dans les conditions déterminées par le code général des collectivités territoriales.
Conformément aux prescriptions de la loi de réforme des collectivités territoriales du 16 décembre 2010, qui a prévu le renforcement et la simplification des intercommunalités et la constitution de structures intercommunales de grande taille, celle-ci a fusionné avec sa voisine pour former, le 1er janvier 2014 la communauté de communes Haut Val de Sèvre, dont est désormais membre la commune.

### Liste des maires
| Période                                  | Période                    | Identité            | Étiquette | Qualité                              |
| ---------------------------------------- | -------------------------- | ------------------- | --------- | ------------------------------------ |
| Les données manquantes sont à compléter. |                            |                     |           |                                      |
|                                          |                            |                     |           |                                      |
| avant 1981                               |                            | Michel Gabriel      |           | Président du SITS (1968 → 1972)      |
|                                          |                            |                     |           |                                      |
| 2001                                     | 2008                       | Michel Pin          |           |                                      |
| mars 2008                                | mai 2017,                  | Jean-Marie Clochard |           | Démissionnaire                       |
| juin 2017                                | février 2023               | Christophe Billerot |           | Technico-commercial Mort en fonction |
| mars 2023                                | En cours (au 28 mars 2024) | Alain Bordage       |           | Agriculteur                          |

## Population et société

### Démographie
À partir du XXIe siècle, les recensements réels des communes de moins de 10 000 habitants ont lieu tous les cinq ans. Pour Nanteuil, cela correspond à 2004, 2009, 2014, etc. Les autres dates de « recensements » (2006, etc.) sont des estimations légales.
| 1793 | 1800 | 1806 | 1821 | 1831  | 1836  | 1841  | 1846  | 1851  |
| ---- | ---- | ---- | ---- | ----- | ----- | ----- | ----- | ----- |
| 894  | 944  | 867  | 992  | 1 011 | 1 082 | 1 039 | 1 092 | 1 100 |

| 1856  | 1861  | 1866  | 1872  | 1876  | 1881  | 1886  | 1891  | 1896  |
| ----- | ----- | ----- | ----- | ----- | ----- | ----- | ----- | ----- |
| 1 200 | 1 151 | 1 161 | 1 107 | 1 173 | 1 203 | 1 308 | 1 350 | 1 290 |

| 1901  | 1906  | 1911  | 1921  | 1926  | 1931  | 1936  | 1946  | 1954  |
| ----- | ----- | ----- | ----- | ----- | ----- | ----- | ----- | ----- |
| 1 267 | 1 260 | 1 226 | 1 021 | 1 028 | 1 402 | 1 045 | 1 000 | 1 018 |

| 1962  | 1968  | 1975  | 1982  | 1990  | 1999  | 2004  | 2006  | 2009  |
| ----- | ----- | ----- | ----- | ----- | ----- | ----- | ----- | ----- |
| 1 057 | 1 009 | 1 163 | 1 287 | 1 466 | 1 475 | 1 581 | 1 619 | 1 668 |

| 2014  | 2019  | 2022  | - | - | - | - | - | - |
| ----- | ----- | ----- | - | - | - | - | - | - |
| 1 683 | 1 704 | 1 702 | - | - | - | - | - | - |

## Culture locale et patrimoine

### Lieux et monuments
- Pierre Levée de la Croisonnière  Classé MH (1970)[33] : dolmen datant du néolithique [33].
- Église Notre-Dame de Nanteuil.
- Pont de Pallu

Lors de la fouille du cimetière mérovingien, dans les années 70, cf. Gallia, un sarcophage dont l'extrémité présentait une gravure représentant un cerf est découvert. Cette pierre a été remployée dans le mur de la mairie où elle est encore visible aujourd'hui.

### Héraldique
| Blason de Nanteuil (Deux-Sèvres) | Blason  | De gueules aux trois clefs d’or.                 |
| Blason de Nanteuil (Deux-Sèvres) | Détails | Le statut officiel du blason reste à déterminer. |

## Pour approfondir